# De Wet Barry
De Wet Barry (Ceres, 24 giugno 1978) è un rugbista a 15 sudafricano, militante come tre quarti centro nell'Eastern Province, formazione di Currie Cup.

## Biografia
Cresciuto nel Western Province, nella cui franchise degli Stormers divenne professionista, esordì in Nazionale sudafricana nel 2000 a East London contro il Canada; da quel momento divenne elemento costante degli Springbok, disputando fino al 2006 39 incontri.
Prese parte sia alla Coppa del Mondo di rugby 2003 in Australia che a varie edizioni del Tri Nations, vincendo quella del 2004.
Nel 2007 si trasferì in Inghilterra agli Harlequins in cui rimase due stagioni; nel 2009, in occasione del tour dei British Lions in Sudafrica Barry fu ingaggiato dai Southern Kings per rinforzare la squadra in occasione delle amichevoli pre-test dei Lions.
Dal 2009 milita nell'Eastern Province, e la sua franchise di appartenenza sono i Bulls; vanta un invito, nel 2003, nei Barbarians, in occasione di un incontro con un XV della Scozia.